# 5-я отдельная бригада НГ (Украина)
5-я отдельная Слобожанская бригада (5 ОБр, в/ч3005) — соединение Национальной гвардии Украины, входящее в состав Восточного оперативно-территориального объединения. Место дислокации — г. Харьков.
Военнослужащих бригады привлечены к охране общественного порядка, защите безопасности граждан, охране административных зданий региона, охране генеральных Консульств в Харькове.
С 2014 года бригада участвовала в войне на востоке Украины.
В ходе российского вторжения 2022 года 5 ОБр НГУ обороняла Харьков и область от российских захватчиков.

## История
Приказом командующего НГУ от 2 января 1992 года на базе 20-й отдельной конвойной Краснознаменной бригады Внутренних войск МВД СССР сформирована 5-я отдельная конвойная бригада (в/ч 3005).
Военнослужащие части, кроме выполнения основных задач, участвовали во многих спасательных и безопасностных операциях:
- 1992 год — часть выполняла задачи по охране участка границы Украины в Одесской области во время приднестровского конфликта.
- апрель 1995 года — часть участвовала в ликвидации последствий аварии на Диканёвских очистных сооружениях.
- май 1995 года — часть участвовала в тушении лесных пожаров в Харьковской области.

Указом Президента Украины № 256 от 21.02.2000 года части присвоено почетное наименование Слобожанская бригада.
В 2014 году бригада вошла в состав Национальной гвардии Украины.
В 2015 году был расформирован батальон обеспечения боевых действий бригады.

## Структура
- Патрульный батальон (1, 2, 3 и 4 патрульные роты);
- Стрелковый батальон (1, 2, 3 стрелковые роты из КЕОП)